# جفری اسکول
جفری اسکول (انگلیسی: Jeffrey Skoll؛ زادهٔ ۱۶ ژانویهٔ ۱۹۶۵) یک تهیه‌کننده، مهندس رایانه، و مهندس اهل کانادا است. او در سال ۲۰۰۴ رسانه پارتیکیپنت را تأسیس کرد.